# 基因型分型
基因型分型（英語：genotyping）又称基因分型，是利用生物檢定法检测某一个体DNA序列的过程，同时可将目标序列比对另一个体序列或参考序列，来确定个体基因型差异；常用于显示该个体等位基因从其父母遗传而来的情况。通常，基因型分型利用DNA序列定义群体信息，而不涉及定义该个体的基因。
目前的基因型分型方法包括限制性片段長度多態性识别法（RFLPI）、多态随机扩增检测法（RAPD）、扩增片段長度多态性识别法（AFLPD）、聚合酶链式反应（PCR）、DNA测序、等位基因专有低核苷酸探针检测法探针检测法（英文：allele specific oligonucleotide (ASO) probes）以及基因微阵列混合法。基因型分型对于研究与疾病相关的基因和基因变体极其重要。但囿于目前技术，几乎所有的基因型分型都只能部分完成，每个个体仅有一小部分的基因型被分型。新的大规模DNA测序技术  保证未来我们可以获得全基因组基因分型。
基因型分型广泛用微生物。例如病毒与细菌 均可被基因型分型，由此我们通常可以追溯疾病暴发的源头，以更好的控制病原体的传播。 此领域常被命名为分子流行病学，并与法医学与微生物学息息相关。
对于人类的基因型分型亦有重要意义，例如，如需追溯某个体的遗传学父亲或母亲，只需十至二十段基因组区间即可（如单核苷酸多态性）。相比于人类全基因组多达三十亿的核苷酸，这是极小的一部分。
当对转基因有机体进行基因型分型时，通常只需检测一段基因组区间即可。一个聚合酶链式反应常常足以完成转基因小鼠的分型，这对当今哺乳动物的医学实验极其重要。
常用的基因型分型算法和工具包括：GATK , Mach 等，其中适用于家族研究的工具包括FamLDCaller, LDIV 等。